# Mhow Cantonment
Mhow Cantonment är en stad i den indiska delstaten Madhya Pradesh, och tillhör distriktet Indore. Folkmängden uppgick till 81 702 invånare vid folkräkningen 2011. Staden har status som cantonment, och står därför under militär administration.